# Bernard Larmande
Bernard Larmande est un acteur français né le 6 octobre 1941 à Villeneuve-de-Berg dans le sud Ardèche.

## Biographie

### Carrière
Bernard Larmande est surtout connu pour avoir participé à de nombreux épisodes de la série Navarro, dans le rôle du médecin légiste. Il a tourné à de nombreuses reprises avec Roger Hanin au cours de sa carrière. Il est également connu pour son rôle d'avocat dans la série Tribunal sur TF1 de 1989 à 1993, où joue également son épouse Sylvie Genty.

### Vie privée
Bernard Larmande a été marié à la comédienne Sylvie Genty (1951-2022) jusqu'à sa mort. Le couple a un fils en commun, Adrien Larmande, comédien spécialisé dans le doublage, et Rémi[réf. nécessaire] fils du comédien né d'une première union.

## Théâtre
- 1972-1973 : Tu connais la musique ? de Robert Abirached, mise en scène Dominique Houdart, théâtre de Dijon, théâtre de Nice, Comédie de Saint-Étienne, Théâtre national de l'Odéon
- 1980 : Le Mariage de Figaro de Beaumarchais, mise en scène Françoise Petit et Maurice Vaudaux, théâtre de Paris
- 2010 : La Femme du boulanger de Marcel Pagnol, mise en scène Alain Sachs, théâtre André-Malraux de Rueil-Malmaison, représentation du 30 décembre 2010 retransmise en direct sur France 2 ; reprise en 2012 au théâtre Hébertot
- 2014 : Jofroi d'après Jean Giono et Marcel Pagnol, mise en scène Jean-Claude Baudracco, tournée

## Filmographie

### Cinéma
- 1979 : I… comme Icare d'Henri Verneuil : l’agent de police Lambard
- 1980 : T'inquiète pas, ça se soigne d'Eddy Matalon : l'agent de police
- 1981 : Asphalte de Denis Amar : un gendarme
- 1983 : Les Princes de Tony Gatlif : le maître d'hôtel
- 1987 : Lévy et Goliath de Gérard Oury
- 1987 : Les mois d'avril sont meurtriers de Laurent Heynemann : le flic aux sandwiches
- 1989 : Les Enfants du désordre de Yannick Bellon
- 1996 : Fallait pas !… de Gérard Jugnot : un inspecteur
- 1996 : Les Deux Papas et la Maman de Jean-Marc Longval et Smaïn : le père de Jérôme
- 2013 : Fanny de Daniel Auteuil : le docteur

### Télévision
- 1973 : Un jour à Nice de Serge Moati : pépé Jacques
- 1974 : Le Pain noir de Serge Moati
- 1979 : Le Journal de Philippe Lefebvre : l'employé de l'imprimerie (4 épisodes)
- 1979 : Les Dames de la côte de Nina Companeez : Paul Beaupuits (2 épisodes)
- 1980 : Julien Fontanes, magistrat, épisode Par la bande (1.3) de François Dupont-Midy : un gardien
- 1984 : Allô Béatrice, épisode Sœur Béatrice de l'indice d'écoute (1.1) de Jacques Besnard : le juge
- 1986 : L'Ami Maupassant, épisode Hautot père et fils (1.2) de Jacques Tréfouel : Bermont
- 1986 : L'Affaire Marie Besnard d'Yves-André Hubert : le commissaire Quenot
- 1989-1993 : Tribunal : maître Labrousse (17 épisodes)
- 1990 : La Grande Embrouille de Claude Guillemot : le commissaire Tournier
- 1991 : Cas de divorce, épisode Dutois contre Dutois : Philippe Dutois
- 1991-2006 : Navarro de Tito Topin et Pierre Grimblat : le médecin légiste (68 épisodes)
- 1992 : Lycée alpin de Bernard Dubois et Laurent Lévy : le directeur
- 1992 : Papa et rien d'autre de Jacques Cortal : le commissaire Couriol
- 1995 : Le Retour d'Arsène Lupin, épisode La Robe de diamants (2.2)  de Nicolas Ribowski :
- 1996 : Les Alsaciens ou les Deux Mathilde de Michel Favart : le colonel Lavigoe
- 1997 : Jamais deux sans toi, épisode Test-amant (1.130) de Philippe Roussel : le professeur de danse
- 1997 : Les Ouchas, épisode Intox de Dominique Tabuteau : le brigadier
- 1998 : Ça commence à bien faire ! de Patrick Volson : Rivaut
- 2000 : La Trilogie marseillaise de Nicolas Ribowski : Escartefigue
- 2003-2005 : Le Camarguais de Patrick Volson, Olivier Langlois et William Gotesman : Théron (7 épisodes)
- 2006 : Plus belle la vie : Henri Cantorel (26 épisodes)
- 2010 : La Femme du boulanger, réalisation de Dominique Thiel : Barnabé
- depuis 2021 : En famille : René